# Blatné Revištia
Blatné Revištia és un poble i municipi d'Eslovàquia. Es troba a la regió de Košice, a l'est del país.

## Història
La primera referència escrita de la vila data del 1244.

## Demografia
| Godina             | 1994 | 2004   | 2014   | 2024   |
| ------------------ | ---- | ------ | ------ | ------ |
| Nombre de persones | 224  | 216    | 218    | 221    |
| Diferència         |      | −3,57% | +0,92% | +1,37% |

| Godina             | 2023 | 2024 |
| ------------------ | ---- | ---- |
| Nombre de persones | 221  | 221  |
| Diferència         |      | +0%  |